# Ordre de l'Ikhamanga
L'ordre de l'Ikhamanga est un honneur sud-africain qui a été institué le 30 novembre 2003 par le président de l'Afrique du Sud pour des œuvres notoires qui sont réalisées dans les domaines des arts, de la culture, de la littérature, de la musique, du journalisme et des sports (initialement reconnus dans l'ordre du Baobab). Il récompense, depuis ses origines, les civils ayant rendu des « services éminents » pour la Nation.
L'insigne de l'ordre national de l'Ikhamanga a été conçu par Charles Peter Gareth Smart, un graphiste et conférencier de plus de 13 années d'expériences dans le design graphique et dans le marketing. L'artiste réside dans la ville de Pretoria, il est renommé pour ses conférences qu'il donne dans le domaine de l'éducation en Afrique du Sud.

## Symbolisme
La médaille de l'ordre de l'Ikhamanga reprend comme motif la fleur appelée Strelitzia. (Ikhamanga est le nom xhosa de la fleur de strelitzia). La médaille est de forme ovoïde et elle représente le soleil qui se lève derrière une " tête de Lydenburg ", en référence aux arts ; le soleil représente la gloire et le sport. Les Têtes de Lydenburg font référence à sept têtes de terre cuite découvertes en association avec d’autres objets de poterie à Lydenburg, Mpumalanga. Elles font partie des plus anciennes œuvres d'art de l'âge du fer africain, connues au-dessous de l'équateur. Des cercles entourent la médaille, qui avec les deux fleurs de strelitzia, un tambour, trois cercles et deux routes symbolise le long chemin qui mène à l'excellence. Les armoiries sud-africaines sont affichées au verso. Il représente les nombreux domaines de contribution et de service possibles dans la construction d’un pays prospère.
Le ruban est doré avec quatre lignes crème incrustées sur chaque bord et un motif de figures de danse stylisées récurrentes au centre. Les trois classes sont portées autour du cou.

## Les échelons
L'ordre de l'Ikhamanga comporte trois échelons:
- l'échelon d'Or (OIG), qui récompense des réalisations exceptionnelles,
- l'échelon d'Argent (OIS), qui récompense d'excellentes réalisations,
- l'échelon de Bronze (OIB), qui récompense des réalisations dédiées.

## Récipiendaires

### Échelon Or
- Julian Bahula pour la musique,
- Natalie du Toit pour la natation,
- Comité de candidature pour le football de la Coupe du monde de football de 2010,
- Elisabeth Eybers pour la littérature,
- Bessie Head (à titre posthume) pour la littérature,
- Danny Jordaan pour l'administration du football,
- Irvin Khoza pour l'administration du football,
- Alex La Guma (à titre posthume), pour la littérature
- Ramapolo Hugh Masakela pour la musique,
- Joseph Albert Mashite Mokoena (à titre posthume) pour les mathématiques,
- Steve Mokone pour le football,
- Johaar Mosaval pour la danse,
- Molefi Nathanael Oliphant pour l'administration du football,
- Alan Paton pour la littérature,
- George Pemba (à titre posthume) pour la peinture,
- Gary Player pour le golf,
- Olive Schreiner (à titre posthume) pour la littérature et la lutte pour les droits humains et la démocratie
- Gerard Sekoto (à titre posthume) pour les arts,
- Mamokgethi Setati pour les mathématiques,
- Wayde van Niekerk pour l'athlétisme,
- Benedict Wallet Vilakazi, pour la littérature indigène.

### Échelon Argent
- Hashim Amla pour le cricket,
- Eric Baloyi pour la boxe,
- Sathima Bea Benjamin pour le chant,
- André Brink pour l'écriture,
- Thomas Chauke pour la musique,
- Kitch Christie pour le rugby,
- Johnny Clegg pour la musique,
- Hestrie Cloete pour l'athlétisme,
- Johan Degenaar pour la philosophie,
- Darius Dhlomo pour le football et pour la boxe,
- Basil D'Oliveira pour le cricket,
- Morné du Plessis pour le rugby,
- Natalie du Toit pour la natation,
- Athol Fugard pour le théâtre,
- Sylvia Glasser pour la danse,
- Vera Gow pour le chant,
- Ilse Hayes pour l'athlétisme,
- Hassan Howa pour la gestion des sports,
- Ingrid Jonker (à titre posthume) pour la poésie,
- Elsa Joubert pour l'écriture,
- Bryan Habana pour le rugby,
- Penny Heyns pour la natation,
- John Kani pour le théâtre,
- Grant Khomo pour le rugby,
- Irvin Khoza pour la gestion du football,
- Alfred Khumalo pour la photographie,
- Sibongile Khumalo pour le chant,
- Abigail Kubeka pour la musique,
- Mandla Langa pour l'écriture,
- Chad le Clos pour la natation,
- Stephanus Lombaard pour l’athlétisme,
- Makana pour le football,
- Eric Majola pour le cricket,
- Elijah Makhathini pour la boxe,
- Sydney Maree pour l’athlétisme,
- James Matthews pour la poésie,
- Elana Meyer pour l’athlétisme,
- Gladys Mgudlandlu (à titre posthume) pour l'Art,
- Percy Montgomery pour le rugby,
- Kaizer Motaung pour le football,
- Theo Mthembu pour la boxe,
- Muthal Naidoo pour la littérature et le drame[4],
- Ryk Neethling pour la natation,
- Lionel Ngakane pour la réalisation cinématographique,
- Lauretta Ngcobo pour l'écriture,
- Makhaya Ntini pour le cricket,
- Patrick Ntsoelengoe pour le football,
- Jacob Ntuli pour la boxe,
- Henry Nxumalo (à titre posthume) pour le journalisme,
- Marguerite Poland pour les langues indigènes, la littérature et anthropologie,
- Ray Phiri (Raymond Chikapa) pour la musique,
- Shaun Pollock pour le cricket,
- Sandra Prinsloo pour l'action,
- Lucas Radebe pour le football,
- Sam Ramsamy pour la gestion des sports,
- Dolly Rathebe (à titre posthume) pour la musique,
- Eddie Roux pour la littérature politique,
- Sewsunker Sewgolum (à titre posthume) pour le golf,
- Roland Schoeman pour la natation,
- Mmapula Mmakgoba Helen Sebidi pour l'Art,
- Jomo Sono pour le football,
- Stanley Sono pour le football et la boxe,
- John Smit pour le rugby,
- George Singh pour la gestion du football,
- Lucas Sithole pour la sculpture,
- Zanele Situ pour l' athlétisme,
- Can Themba (à titre posthume) pour l'écriture,
- Josiah Thugwane pour l' athlétisme,
- Miriam Tlali pour l'écriture,
- Jake Tupi(à titre posthume)pour la boxe,
- Mary Twala pour le cinéma,
- Cameron van der Burgh pour la natation
- Fanie van der Merwe pour l'athlétisme,
- Ernst van Dyk course en fauteuil roulant,
- Cheeky Watson pour le rugby,
- Pretty Yende pour le chant,
- Busi Victoria Mhlongo pour le chant,
- Mongane Wally Serote, pour son apport à la littérature et plus particulièrement à la poésie[5]

### Échelon Bronze
- Christian Ashley-Botha pour le chant choral,
- Gerrie Coetzee pour la boxe,
- Sindiwe Magona pour la littérature,
- Elsa Meyer pour l'athlétisme (senior),
- Teboho Mokgalagadi pour l'athlétisme,
- Khotso Mokoena pour l'athlétisme,
- Themba Patrick Magaisa pour la littérature,
- Mbulaeni Mulaudzi (à titre posthume) pour l'athlétisme,
- Oscar Pistorius pour l'athlétisme, (déchu)
- Caster Semenya pour l'athlétisme,
- Victor Ralushai pour l'histoire indigène,
- Jeanne Zaidel-Rudolph pour la composition musicale,
- Sibusiso Vilane pour l'alpinisme,
- Marjorie Wallace pour l'Art.

### Sources
- South African Government Gazette No 25799 (2 December 2003)
- (en) « The Order of Ikhamanga » (version du 5 décembre 2004 sur Internet Archive) – depuis le site du gouvernement d'Afrique du Sud
- (en) « National Orders » (version du 4 septembre 2012 sur Internet Archive) – depuis le site du gouvernement d'Afrique du Sud
- (en) « South African Honours and Awards » (version du 6 mai 2013 sur Internet Archive) – site internet sur les médailles en Afrique du Sud